# Campeonato Brasileiro Sub-23 de Clubes de Futebol de Areia
O Campeonato Brasileiro Sub-23 de Clubes de Futebol de Areia é um torneio realizado pela Confederação Brasileira de Beach Soccer. Sua primeira edição ocorreu em 2012 na arena da Gávea, no Rio de Janeiro. 

## História
O Campeonato Brasileiro Sub-23 de Clubes de futebol de areia teve sua primeira edição em 2012, na sede do Flamengo, no Rio de Janeiro.

## Resultados
| Ano           |          | Final       | Final         | Final    |        | Disputa 3º lugar | Disputa 3º lugar | Disputa 3º lugar |
| Ano           | Campeão  | Placar      | Vice-campeão  | 3º lugar | Placar | 4º lugar         |                  |                  |
| 2012 Detalhes | Flamengo | 4(3) – 4(2) | Vasco da Gama | Sport    | 4 – 0  | Bahia            |                  |                  |